# 赫梅利尼茨基州
赫梅利尼茨基州（羅馬化：Khmelnytska oblast）是烏克蘭西部的一個州。面積20,645平方公里，人口数量为1,243,787人（2021年估计）。首府赫梅利尼茨基。

## 行政区划
2020年7月18日乌克兰行政区划改革后，赫梅利尼茨基州划分为3个区，每个区再划分为若干市镇。三个区为：
- 卡緬涅茨-波多利斯基區
- 赫梅利尼茨基區
- 舍佩蒂夫卡區

2020年7月前，赫梅利尼茨基州划分为20个区和6个州辖市。